# Pere Barrufet Puig

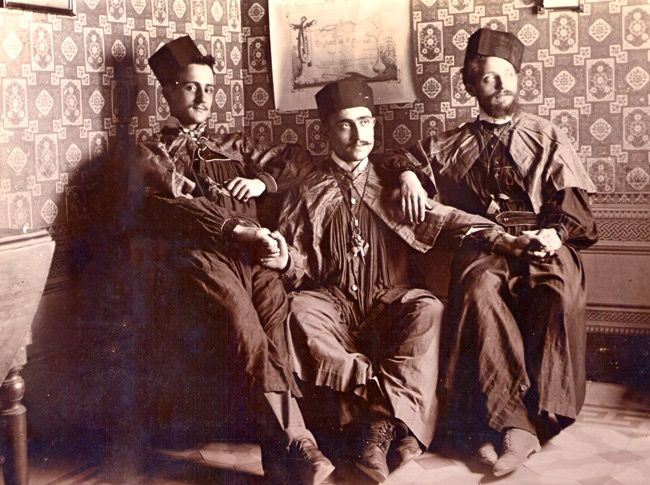
Claudi Tricaz, Pere Barrufet, Alexandre Frías, jurats del IV Certamen de "La Xeringa"

Pere Barrufet Puig va ser un metge i polític català nascut a Reus el 7 de març de 1878.
De família amb pocs recursos, es llicencià en medicina el 1902 gràcies a una beca de l'Ajuntament de Reus. Exercí de metge a Montbrió del Camp i a Reus, on es va traslladar el 1903. Va ser membre fundador de la Mutual Mèdica de Catalunya i Balears i també del Sindicat de Metges de Catalunya. Va atendre gratuïtament als obrers al Centre de Lectura de Reus entitat de la que en va ser directiu. Era un dels fundadors del Foment Nacionalista Republicà, de Reus (FNR) i regidor a l'ajuntament de 1911 a 1915. A Barcelona freqüentava una tertúlia de metges joves anomenada «La Xeringa», de la que formaven part entre altres Claudi Tricaz, Alexandre Frias, Humbert Torres i Jesús Maria Bellido. Publicà articles a la Revista del Centre de Lectura i a Foment, i al Boletín de la Asociación de Médicos de Reus. El 1916 va publicar una Biografia del doctor Pere Mata Fontanet, impresa per Celestí Ferrando, i el 1953 Les Campanes del nostre campanar, obra que descriu la història de les campanes del campanar de Reus i dels seus tocs, que va editar l'Associació d'Estudis Reusencs. El 1921 juntament amb el músic i compositor Ricard Guinart i altres, va fundar l'Associació de Concerts, una entitat encara existent que porta a la ciutat audicions musicals al Teatre Fortuny. El 1924 va ser detingut junt amb Ramon Vidiella, Marian Roca i Francesc Cavallé, acusats de cremar banderes espanyoles, i tancat a la Presó de Pilats a Tarragona. Va participar el 1931 en unes «Converses d'interès local» promogudes per l'Ajuntament de Reus i el Centre de Lectura, amb una ponència sobre sanitat municipal. Reorganitzada l'Associació de Concerts el 1954 per Panagiotis G. Orfanidis, en va ocupar la presidència d'honor. Va morir el 23 de març de 1967.
Va fer-se construir el Mas del Barrufet o el Mas del metge Barrufet un edifici a Reus, situat a la partida de la Raureda, al sud de la carretera de Tarragona, situat entre l'antic mas de Bofarull i l'antic mas de la Roureda, a la zona del nou complex urbanístic del Tecnoparc, i inclòs en l'Inventari del Patrimoni Arquitectònic de Catalunya.